# Cantonul Gonesse
Cantonul Gonesse este un canton din arondismentul Sarcelles, departamentul Val-d'Oise, regiunea Île-de-France, Franța.

## Comune
- Bouqueval
- Chennevières-lès-Louvres
- Épiais-lès-Louvres
- Gonesse (reședință)
- Le Thillay
- Roissy-en-France
- Vaudherland
- Vémars
- Villeron